# SSSE3
스트리밍 SIMD 확장 3 추가판(영어:  Supplemental Streaming SIMD Extension 3, SSSE3)는 인텔의 4번째 SSE 명령어 집합이다. 인텔은 버전 번호를 증가시키기보다는 S를 붙였다. 왜냐하면 단지 SSE3의 개정판으로 생각했기 때문이다. 인텔이 공식적으로 이름을 붙이기 전에는 SSE4로 잘못 언급된 적도 있다. 또한 이것을 지원하고자 하는 첫 프로세서 코드 이름으로서 테자스 신규 명령어(TNI) 또는 메롬 신규 명령어(MNI)로 언급된 바 있다. 인텔의 코어 마이크로아키텍처에서 소개된 SSSE3는 서버와 워크스테이션용 제온 5100 계열 및 인텔 코어 2 노트북 및 데스크톱 프로세서에서 지원된다.
SSSE3는 SSE3와 비교하여 16개의 새 개별 명령어를 포함한다. 각각은 64비트 MMX 또는 128비트 XMM레지스터들위에서 동작을 한다. 따라서 인텔의 자료에서는 신규 명령어가 32개라고 한다. x86플랫폼에서의 이전 SIMD 명령어 집합은 시간순으로 MMX, 3DNow! (AMD에 의해 개발), SSE, SSE2 그리고 SSE3이다.

## SSSE3를 지원하는 CPU
- 인텔:
  - 제온 5100 계열
  - 제온 5300 계열
  - 제온 3000 계열
  - 코어 2 듀오
  - 코어 2 익스트림
  - 코어 2 쿼드
  - 펜티엄 듀얼 코어
  - 셀러론 4xx 계열 콘로-L
  - 셀러론 듀얼 코어 E1200
  - 셀러론 M 500 계열
  - 아톰
- VIA:
  - 나노

## 새 함수
표에서 왼쪽이 함수명이고 그 함수명의 전체 이름은 오른쪽에 나열되어 있다.
아래 테이블에서 satsw(X)('saturate to signed word'로 읽음)는 부호가 있는 정수 X를 취한다. 그리고 이것을 -32768보다 적으면 -32768로 바꾸고, 32767보다 크면 +32767로 변경한다. 이 외에는 바꾸지 않고 내버려둔다. 일반적인 인텔 아키텍처에서처럼 8비트는 한 바이트이고 16비트는 워드, 32비트는 이중 워드이다. 레지스터는 MMX나 XMM 벡터 레지스터를 의미한다.
| PSIGNB, PSIGNW, PSIGND | Packed Sign                                       |
| PABSB, PABSW, PABSD    | Packed Absolute Value                             |
| PALIGNR                | Packed Align Right                                |
| PSHUFB                 | Packed Shuffle Bytes                              |
| PMULHRSW               | Packed Multiply High with Round and Scale         |
| PMADDUBSW              | Multiply and Add Packed Signed and Unsigned Bytes |
| PHSUBW, PHSUBD         | Packed Horizontal Subtract (Words or Doublewords) |
| PHSUBSW                | Packed Horizontal Subtract and Saturate Words     |
| PHADDW, PHADDD         | Packed Horizontal Add (Words or Doublewords)      |
| PHADDSW                | Packed Horizontal Add and Saturate Words          |

## 같이 보기
| - 스트리밍 SIMD 확장 (SSE) - SSE2 - SSE3 - SSE4 - SSE5 - SIMD | - 넷버스트 마이크로아키텍처 - 네할렘 마이크로아키텍처 - 마이크로아키텍처 - 콘로 - 제온 - 코어 마이크로아키텍처 |